# Física de polímeros
La física de polímeros es el campo de la física que estudia a los polímeros, sus fluctuaciones, propiedades mecánicas, así como la cinética de las reacciones que involucran la degradación y polimerización de polímeros y monómeros respectivamente.
Mientras que se enfoca en la perspectiva de la física de la materia condensada, la física de polímeros es originalmente una rama de la física estadística. La física de polímeros y la química de polímeros están relacionadas también con el campo de la ciencia de polímeros, en donde se considera como la parte aplicativa de los polímeros.
Los polímeros son moléculas grandes y debido a esto son muy complicadas de resolver utilizando un método determinista. Sin embargo, los enfoques estadísticos pueden dar resultados y son a veces pertinentes, debido a que los grandes polímeros son descriptibles de manera eficiente en el límite termodinámico de un número infinito de monómeros (aunque su tamaño es claramente finito).
Las fluctuaciones térmicas continuamente afectan la forma de los polímeros en disoluciones líquidas, y para modelar sus efectos se requiere utilizar los principios de la mecánica y dinámica estadística. Como un corolario, la temperatura afecta fuertemente el comportamiento físico de los polímeros en disolución, causando transiciones de fase, fusiones, etc.
La aproximación estadística para la física de polímeros está basada en una analogía entre un polímero y ya sea un movimiento browniano, u otro tipo de camino aleatorio, el camino auto-evitante. El modelo más simple posible de un polímero es presentado por la cadena ideal, correspondiente a un simple camino aleatorio. Las aproximaciones experimentales para caracterizar polímeros son también comunes, usando métodos de caracterización de polímeros, tales como la cromatografía de exclusión molecular, viscosimetría, dispersión dinámica de luz, Monitoreo en línea Automático y Continuo de las Reacciones de Polimerización (ACOMP) para determinar las propiedades químicas, físicas, y materiales de los polímeros. Estos métodos experimentales también ayudan al modelado matemático de los polímeros e incluso a un mejor entendimiento de sus propiedades.

## Antecedentes
- Paul J. Flory es considerado el primer científico en establecer el campo de la física de polímeros.[1]
- Científicos en Francia contribuyeron mucho al campo desde los años 1970 (por ejemplo Pierre-Gilles de Gennes, J. des Cloizeaux).
- Doi y Edwards escribieron un famoso libro sobre la física de polímeros.[3]
- Las escuelas rusas y soviéticas de física (I. M. Lifshitz, A. Yu. Grosberg, A.R. Khokhlov) han sido muy activas en el desarrollo de la física de polímeros.[7][8]

## Modelos
Los modelos de cadenas de polímeros se dividen en dos tipos: modelos "ideales", y modelos "reales". Los modelos de cadena ideal asumen que no hay interacciones entre los monómeros de la cadena. Esta asunción es válida solo para ciertos sistemas poliméricos, donde las interacciones positivas y negativas entre los monómeros se cancelan de manera efectiva. Los modelos de cadena ideal proveen un buen punto de partida para la investigación de sistemas más complejos y son más adecuados para ecuaciones con más parámetros.

### Cadenas ideales
El modelo de cadena libremente conectada es el modelo más simple de un polímero. En este modelo, segmentos del polímero de longitud fija son conectados de manera lineal, y todos los ángulos de enlace y de torsión son equiprobables. El polímero puede por tanto ser descrito un camino aleatorio simple y una cadena ideal.
Una cadena libremente rotatoria mejora el modelo de cadena libremente conectada al tomar en cuenta que los segmentos del polímero hacen un ángulo fijo con las unidades vecinas debido al enlazamiento químico específico. Bajo este ángulo fijo los segmentos son todavía libres de rotar y todos los ángulos de torsión son igualmente probables.
El modelo de rotación impedida asume que el ángulo de torsión está impedido por una energía potencial. Esto vuelve a la probabilidad de cada ángulo de torsión proporcional a un factor de Boltzmann:
{\displaystyle P(\theta )\propto {}\exp \left(-U(\theta )/kT\right)}
En el modelo de estado isomérico rotacional los ángulos de torsión permitidos están determinados por las posiciones de los mínimos en la energía potencial rotacional. Las longitudes y los ángulos de enlace son constantes.
El modelo de la varilla elástica es un modelo más complejo. Toma la longitud de persistencia en cuenta. Los polímeros no son completamente flexibles; el doblarlos requiere energía. A la escala de longitud debajo de la longitud de persistencia, el polímero se comporta más o menos como una vara rígida.

### Cadenas reales
Las interacciones entre monómeros de cadena pueden ser modeladas como volumen excluido. Esto causa una reducción en las posibilidades conformacionales de la cadena, y lleva a un camino aleatorio auto-evitante. Los caminos aleatorios auto-evitantes tienen diferentes estadísticas que los caminos aleatorios simples.

## Efectos de la temperatura y el disolvente
Las estadísticas de una única cadena de polímero depende del disolvente. Para un buen disolvente la cadena está más expandida mientras que para un mal disolvente los segmentos de la cadena permanecen juntos unos a otros. En el límite de un muy mal disolvente la cadena polimérica simplemente se colapsa para formar una esfera dura, mientras que en buenos disolventes la cadena se expande para maximizar el número de contactos polímero-fluido. Para este caso el radio de giro es aproximado utilizando la aproximación de campo medio de Flory que da una escala para el radio de giro de:
{\displaystyle R_{g}\sim N^{\nu }},
donde {\displaystyle R_{g}} es el radio de giro del polímero, {\displaystyle N} es el número de segmentos de enlace (igual al grado de polimerización) de la cadena.
Para un buen disolvente, {\displaystyle \nu =3/5}; para un mal disolvente, {\displaystyle \nu =1/3}. Por tanto un polímero en buen disolvente tiene un tamaño mayor y se comporta como un objeto fractal. En un mal disolvente se comporta como una esfera sólida.
En el conocido como disolvente {\displaystyle \theta }, {\displaystyle \nu =1/2}, el cual es resultado de un camino aleatorio simple. La cadena se comporta como si fuera una cadena ideal.
La calidad del disolvente depende también de la temperatura. Para un polímero flexible, la baja temperatura puede corresponder a calidad pobre y la alta temperatura vuelve al mismo disolvente bueno. A una temperatura particular llamada temperatura theta (θ), el disolvente se comporta como si fuera una cadena ideal.

## Interacción de volumen excluido
El modelo de cadena ideal asume que segmentos del polímero pueden traslaparse entre sí como si la cadena fuera una cadena fantasma. En realidad, dos segmentos no pueden ocupar el mismo espacio al mismo tiempo. Esta interacción entre segmentos es llamada la interacción de volumen excluido.
La formulación más simple del volumen excluido es el camino aleatorio auto-evitante, un camino aleatorio que no puede repetir su ruta previa. Una ruta de este camino de N pasos en tres dimensiones representa una conformación de un polímero con interacción de volumen excluido. Debido a la naturaleza auto-evitante de este modelo, el número de conformaciones posibles es significantemente reducido. El radio de giro es generalmente más grande que el de la cadena ideal.

## Flexibilidad
Si un polímero es flexible o no depende de la escala de interés. Por ejemplo, la longitud de persistencia del ADN bicatenario es alrededor de 50 nm. Mirando en una escala de longitud menor que 50 nm, se comporta más o menos como una varilla rígida. A una escala de longitud mucho mayor que 50 nm, se comporta como una cadena flexible.